# Alalapadoe
Alalapadoe, ook gespeld als Alalapadu, is een inheems dorp in het ressort Coeroenie in het uiterste zuidwesten van het Surinaamse district Sipaliwini, aan de Coeroeniekreek, op 282 meter boven zeeniveau.

## Geschiedenis
Het dorp werd net als Pelelu Tepu begin jaren 60 van de 20e eeuw gesticht door christelijke missionarissen om hun werk onder de bevolking te vergemakkelijken en om het Trio-volk, dat als nomaden in de omgeving leefde, een vaste verblijfplaats te geven. De in Alalapadoe gevestigde Trio's zochten door toedoen van de christelijke missionarissen de Braziliaanse Tunayana- en Katuena-inheemsen met eigen expedities in Noord-Brazilië op, met als doel om deze naar de missie in Alalapadoe te halen. Een groot deel van de Tunayana- en Katuena-inheemsen trok vervolgens naar Suriname en kwam dus bij de Trio in Alalapadoe terecht.
In 1971 werden de Waiwai verjaagd uit Kanashen in Guyana en vluchtte een gedeelte van het volk naar Alalapadoe. Tussen 1976 en 1977 verhuisde het grootste deel van de bevolking naar Kwamalasamutu, omdat de grond uitgeput raakte.

## Geografie
De kleine landingsbaan van Alalapadoe (Alalapadoe Airstrip), waar onder meer door Blue Wing Airlines , MAF en Gum Air op wordt gevlogen, ligt vlak bij het dorp.

## Economie
Ter ondersteuning van de lokale economie is de Organisatie van Amerikaanse Staten in 2006 in Alalapadoe een project begonnen om het kraken en inpakken van paranoten te vergemakkelijken. Het concrete doel van het project was om de geïnstalleerde notenkrakers te testen, teneinde de optimale voorwaarden te bepalen waaronder de paranoten het gemakkelijkst gekraakt kunnen worden, en om de plaatselijke notenbewerkers op te leiden om de paranoten behoorlijk in te pakken (hygiëne, etikettering, gewicht enzovoort). Het project werd gecoördineerd door het Amazon Conservation Team (ACT).
In 2021 werd in het dorp de Stichting Tukha gestart. Dit is een community enterprise waarmee het Tukha-olie wil exporteren naar de Verenigde Staten, waar het verwerkt wordt in de cosmetica-industrie. Ook werd dat jaar begonnen met het roosteren van noten onder de naam Tuhka Roasted Nuts.
Alalapadoe · Amatopo · Anapi · Atipakondre · Coeroenie · Kasjoe-eiland · Kwamalasamoetoe · Lucie · Sakuru · Sipaliwinisavanne · Vier Gebroeders